# Бухань
Бухань, Бухані (рум. Buhani) — село у повіті Арад в Румунії. Входить до складу комуни Дезна.
Село розташоване на відстані 374 км на північний захід від Бухареста, 73 км на схід від Арада, 114 км на захід від Клуж-Напоки, 104 км на північний схід від Тімішоари.

## Населення
За даними перепису населення 2002 року у селі проживали 207 осіб, з них 204 особи (98,6%) румунів. Рідною мовою 204 особи (98,6%) назвали румунську.